# Porte Nouvelle
La porte Nouvelle est une porte de ville située à Montreuil-Bellay, en France.

## Localisation
La porte de ville est située dans le département français de Maine-et-Loire, sur la commune de Montreuil-Bellay.

## Historique
L'édifice est classé au titre des monuments historiques en 1922.